# Formica querquetulana
Formica querquetulana é uma espécie de formiga do gênero Formica, pertencente à subfamília Formicinae.